# Alexandr Legkov
Alexandr Guennádyevich Legkov –en ruso, Александр Геннадьевич Легков– (Krasnoarmeisk, URSS, 7 de mayo de 1983) es un deportista ruso que compitió en esquí de fondo. 
Participó en tres Juegos Olímpicos de Invierno, entre los años 2006 y 2014, obteniendo dos medallas en Sochi 2014, oro los 50 km y plata en el relevo (junto con Dmitri Yaparov, Alexandr Bessmertnyj y Maxim Vylegzhanin).
Ganó dos medallas en el Campeonato Mundial de Esquí Nórdico, plata en 2007 y bronce en 2013.

## Palmarés internacional
| Juegos Olímpicos   | Juegos Olímpicos       | Juegos Olímpicos  | Juegos Olímpicos |
| Año                | Lugar                  | Medalla           | Prueba           |
| ------------------ | ---------------------- | ----------------- | ---------------- |
| 2014               | Sochi (Rusia)          | Medalla de oro    | 50 km            |
| 2014               | Sochi (Rusia)          | Medalla de plata  | Relevo 4 × 10 km |
| Campeonato Mundial |                        |                   |                  |
| Año                | Lugar                  | Medalla           | Prueba           |
| 2007               | Sapporo (Japón)        | Medalla de plata  | Relevo 4 × 10 km |
| 2013               | Val di Fiemme (Italia) | Medalla de bronce | Relevo 4 × 10 km |